# Škrinja
 Ovo je glavno značenje pojma Škrinja. Za druga značenja pogledajte Škrinja (razdvojba).
Škrinja je dio namještaja. Najčešće je oblika kvadra, izdužena u širinu i s poklopcem. Obično je izrađena od drva. Služi za odlaganje raznih predmeta.